# Wahoo (Nebraska)
Wahoo és una població dels Estats Units a l'estat de Nebraska. Segons el cens del 2000 tenia 3.942 habitants.

## Demografia
Segons el cens del 2000, Wahoo tenia 3.942 habitants, 1.583 habitatges, i 992 famílies. La densitat de població era de 711,2 habitants per km².
Dels 1.583 habitatges en un 31,8% hi vivien nens de menys de 18 anys, en un 51,6% hi vivien parelles casades, en un 8,6% dones solteres, i en un 37,3% no eren unitats familiars. En el 33,2% dels habitatges hi vivien persones soles el 19,3% de les quals corresponia a persones de 65 anys o més que vivien soles. El nombre mitjà de persones vivint en cada habitatge era de 2,39 i el nombre mitjà de persones que vivien en cada família era de 3,08.
Per edats la població es repartia de la següent manera: un 26,3% tenia menys de 18 anys, un 6,5% entre 18 i 24, un 26,4% entre 25 i 44, un 19,5% de 45 a 60 i un 21,4% 65 anys o més.
L'edat mediana era de 39 anys. Per cada 100 dones de 18 o més anys hi havia 84,5 homes.
La renda mediana per habitatge era de 35.104 $ i la renda mediana per família de 46.094 $. Els homes tenien una renda mediana de 31.729 $ mentre que les dones 22.138 $. La renda per capita de la població era de 16.765 $. Aproximadament el 7,5% de les famílies i el 8,3% de la població estaven per davall del llindar de pobresa.

## Poblacions més properes
El següent diagrama mostra les poblacions més properes.

## Fills il·lustres
- George Wells Beadle (1903 - 1989), genetista, Premi Nobel de Medicina o Fisiologia de l'any 1958